# Medaglia Leverhulme
La medaglia Leverhulme è un premio istituito nel 1960, da parte della Leverhulme Trust Fund, per celebrare il tricentenario di fondazione della Royal Society.
È una medaglia d'oro e viene attribuita con cadenza triennale ad un ricercatore che si sia particolarmente distinto nel campo della chimica pura o applicata.

## Elenco premiati
- 1960: Cyril Norman Hinshelwood
- 1963: Archer John Porter Martin
- 1966: Alec Arnold Constantine Issigonis
- 1969: Hans Kronberger
- 1972: John Bertram Adams
- 1975: Francis Leslie Rose
- 1978: Frederick Edward Warner
- 1981: Stanley George Hooker
- 1984: John Frank Davidson
- 1987: George William Gray
- 1990: R Freeman
- 1993: John Rowlinson
- 1996: MM Sharma
- 1999: Jack Baldwin
- 2002: Nicholas Handy
- 2005: John Knott
- 2008: Anthony Cheetham
- 2010: Martyn Poliakoff
- 2013: Konstantin Novosëlov
- 2016: Anne Neville
- 2019: Frank Caruso
- 2022: Charlotte Williams